# La Sidra
La Sidra es una publicación mensual editada por la asociación cultural Ensame Sidreru desde septiembre de 2003. Es la primera revista temática sobre la sidra de Asturias.

## Características
Sus contenidos están en lengua asturiana y lengua castellana, y recoge noticias de actualidad del mundo de la sidra en todo el mundo, con artículos de opinión, investigación, etnología, divulgación o recetas. Tiene una tirada de entre 3000 y 5000 ejemplares. La revista organiza un concurso fotográfico anual desde 2012.
La revista está editada con el Depósito Legal AS-03324-2003.